# Escobecques
Escobecques település Franciaországban, Nord megyében. Lakosainak száma 303 fő (2022. január 1.). Escobecques Ennetières-en-Weppes, Beaucamps-Ligny, Englos, Erquinghem-le-Sec, Hallennes-lez-Haubourdin és Radinghem-en-Weppes községekkel határos.

## Népesség
A település népességének változása:
| Lakosok száma | 302  | 300  | 309  | 299  | 297  | 304  | 304  | 303  | 303  |
|               | 2013 | 2015 | 2016 | 2017 | 2018 | 2019 | 2020 | 2021 | 2022 |